# هبتاكلور
سباعي الكلور أو الهبتا كلور هو مركب كلور عضوي له الصيغة الجزيئية C10H5Cl7 ويستخدم كمبيد للحشرات. يُباع سباعي الكلور عادة على هيئة مسحوق أبيض أو أسمر اللون وله رائحة تشبه رائحة الكافور، وهو أحد المبيدات الحشرية التي تحتوي على السيكلودين.   
سباعي الكلور هو مركب قابل للذوبان في الأسيتون، والبنزين، ورباعي كلوريد الكربون، والهكسانون الحلقي.
شككت عالمة الأحياء البحرية والكاتبة العلمية الأمريكيّة راشيل كارسون في عام 1962 في كتابها الربيع الصامت في سلامة مُركّب سباعي الكلور وغيره من المبيدات الحشرية المكلورة. يمكن أن يظلّ سباعي الكلور في البيئة لعقود بفضل بنيته التركيبية عالية الثبات.   
يقتصر بيع منتجات سباعي الكلور في الولايات المتحدة الأمريكية وفق ما حددته وكالة حماية البيئة الأمريكيّة على استخدامات محدودة مثل مكافحة النمل الناري في المحولات الأرضية، كما يتم تنظيم الكمية التي يمكن أن تكون موجودة في الأطعمة المختلفة.

## الخواص الكيميائيّة
يساوي الوزن الجزيئي لسباعي الكلور 373.32 غرام/مول، ومعامل تقسيم الأوكتانول إلى ماء (Kow) لسباعي الكلور يساوي 105.27 تقريبًا، ويساوي ثابت قانون هنري له 2.3 · 10−3 ضغط جوي في المتر المكعب لكل مول، ويساوي ضغط بخار سباعي الكلوريد 3 · 10−4 عند 20 درجة مئوية. تتراوح درجة حرارة انصحار سباعي الكلور ما بين 95 و96 درجة مئوية.

## الإنتاج
مثلما يحدث في تحضير السيكلودينات الأخرى، يتم إنتاج سباعي الكلور عن طريق تفاعل ديلز-ألدر لسداسي كلوريد البنتادايين الحلقي والبنتدايين الحلقي، ثم تتم كلورة ناتج التفاعل متبوعة بالمعالجة باستخدام كلوريد الهيدروجين في النيتروميثان في وجود ثلاثي كلوريد الألومنيوم أو أحادي كلوريد اليود.
يكون سباعي الكلور أكثر نشاطًا إذا ما قورن بالكلوردان بما يمقدار يتراوح ما بين 3 و5 مرات كمبيد حشري، ولكنه أكثر خمولًا كيميائيًا، لأنه مقاوم للماء والقلويات الكاوية.

## التمثيل الغذائي
تقوم الكائنات الحية الدقيقة في التربة بتحويل سباعي الكلور عن طريق تفاعلات الإيبوكسدة والتحلل المائي والاختزال.

## الآثار البيئية
يُعدّ مُركّب سباعي الكلور أحد الملوثات العضوية الثابتة (POP)، والتي لها فترة عمر نصف تتراوح ما بين 1.3-4.2 يومًا في الهواء، وما بين 0.03 و0.11 سنة في الماء، وما بين 0.11 و0.34 سنة في التربة. 
وصفت إحدى الدراسات أن فترة عمر النصف الافتراضية لسباعي الكلور هي سنتان زاعمة أن بقاياها يمكن العثور عليها في التربة بعد 14 عامًا من تطبيقها الأولي. ومثل الملوثات العضوية الثابتة الأخرى، فإن سباعي الكلور هو مركب محب للدهون شحيح الذوبان في الماء (0.056 مجم/ لتر عند 25 درجة مئوية) ، وبالتالي فإنه يميل إلى التراكم في دهون جسم الإنسان والحيوان.
من المرجح أن يوجد إيبوكسيد سباعي الكلور في البيئة أكثر من المركب الأصلي. يذوب الإيبوكسيد أيضًا في الماء بسهولة أكبر من مركبه الأصلي ويكون أكثر ثباتًا. يمتص سباعي الكلور وإيبوكسيده جزيئات التربة ويتبخران.